# Ґеорґ Ехснер
Ґеорґ Ехснер (нім. Georg Oechsner; 1757 — 1 лютого 1829, Львів) — австрійський барон, таємний радник, президент львівського крайового суду, ректор Львівського університету в 1807—1808 роках, губернатор Галичини з квітня до липня 1815 року.
Похований з родиною на Городоцькому цвинтарі у Львові. Надгробок у вигляді кам'яної колони існував ще 1908 року.